# Słaborowice
Słaborowice – wieś w Polsce położona w województwie wielkopolskim, w powiecie ostrowskim, w gminie Ostrów Wielkopolski, ok. 8 km na północ od Ostrowa Wielkopolskiego.

## Przynależność administracyjna
Miejscowość przynależała administracyjnie przed rokiem 1887 do powiatu odolanowskiego. W latach 1975–1998 do województwa kaliskiego, a w latach 1887–1975 i od 1999 do powiatu ostrowskiego.

## Historia
Znane od roku 1414 jako wieś rycerska.
Pod koniec XIX wieku Słaborowice zostały wykupione przez bismarkowską Komisję Kolonizacyjną, wieś liczyła 130 mieszkańców, a obszar dworski specjalizujący się w hodowli bydła holenderskiego, liczył 134 mieszkańców.
W miejscowości funkcjonuje Ochotnicza Straż Pożarna (OSP Słaborowice).